# Ópera-bufa

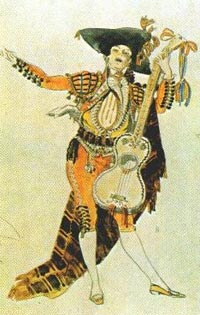
Figaro, um personagem de Il barbiere di Siviglia, de Gioachino Rossini.

Ópera-bufa (italiano: opera buffa) é o termo usado para descrever a versão italiana da ópera-cômica. Outros de seus apelidos são dramma bernesco, dramma comico, divertimento giocoso, commedia per musica, dramma giocoso, commedia lirica. A sua origem estava ligada a desenvolvimentos musicais e literários que ocorriam em Nápoles na primeira metade do século XVIII, de onde a sua popularidade se espalhou para Roma e para o norte da Itália.

## Histórico

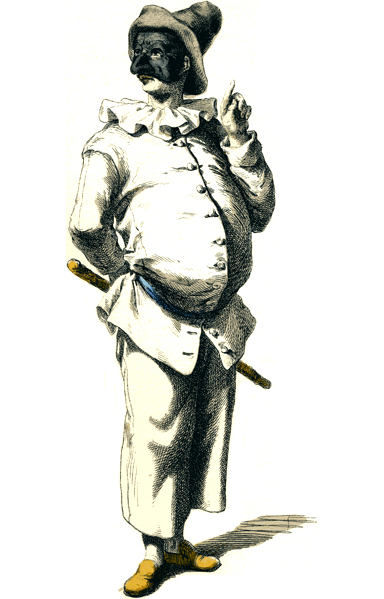
Polichinelo, um dos personagens centrais na Commedia dell'arte.

Os personagens cômicos da opera buffa são visíveis no teatro e na opera seria desde antes do século XVIII - época em que a opera buffa começou a emergir como um gênero autônomo - pois todos já eram presentes na comédia clássica e na tradição da Commedia dell'arte.
Não obstante, eles amiúde carecem de uma definição verdadeiramente pessoal e se resumem a tipos fixos: o servo trapaceiro, o velho avarento, o jovem fidalgo que se apaixona pela camponesa… Com este material básico, o gênero nasceu em forma de intermezzi apresentados nos intervalos entre os atos das obras maiores sérias. Eram cenas curtas de um só ato. The New Grove Dictionary of Opera considera La Cilla (música de Michelangelo Faggioli, texto de Francesco Antonio Tullio, 1706) e Crispino e la comare (1850) de Luigi e Federico Ricci como a primeira e a última aparição do gênero, embora o termo às vezes ainda é aplicado a trabalhos mais recentes (por exemplo, a Zeitoper Schwergewicht de Ernst Krenek). Entre os libretistas, destacou-se Carlo Goldoni.
A partir do aumento de seu prestígio no início do século XVIII, a opera cômica ou buffa começou a funcionar como gênero autônomo paralelo e de certa forma antagônico à ópera séria reformada por Apostolo Zeno e Pietro Metastasio. Era concebida como devendo proporcionar um entretenimento com temas, formas e tratamento mais acessíveis ao homem comum. A encenação era mais econômica, com figurinos mais simples e orquestras menores, permitindo uma rápida difusão do gênero.
Suas primeiras representações usavam cenários do cotidiano, dialetos locais e uma escrita vocal simples, baseada mais na dicção clara e rápida, mas logo cantores virtuoses passaram a ser requisitados e a complexidade de escrita cresceu, aumentando também o número de atos depois de libertar-se de seu papel coadjuvante em relação à grande ópera séria.
Algumas das mais conhecidas e importantes opere buffe são: Il trionfo dell'onore (1718) de Alessandro Scarlatti; La serva padrona (1733) de Giovanni Battista Pergolesi; Il governatore (1747) de Nicola Logroscino; Il filosofo di campagna (1754) de Baldassare Galuppi; La Cecchina (1760) de Niccolò Piccinni; Nina (1789) de Giovanni Paisiello; Il matrimonio segreto (1792) de Domenico Cimarosa; a trilogia de Mozart/Da Ponte; Il barbiere di Siviglia (1816) e La Cenerentola (1817) de Gioachino Rossini; L'elisir d'amore (1832) e Don Pasquale (1843) de Gaetano Donizetti. O gênero declinou em meados do século XIX, sendo Falstaff (1893) de Giuseppe Verdi considerada a última das grandes opere buffe italianas.

### Características distintivas

Capa de L'elisir d'amore, de Gaetano Donizetti.

A opera buffa se distingue da ópera séria pelo seu tema, pelo tipo das vozes e pela forma das árias. Enquanto a ópera séria trata com grande formalismo de temas míticos, heróicos ou da realeza, com vozes majoritariamente agudas mesmo para papéis masculinos, com raros baixos ou barítonos, a opera buffa enfoca assuntos prosaicos, em tramas engenhosas, vivazes e humorísticas. As vozes não tendem a ser "belas", mas sim inusitadas e evocativas, ágeis e ricas em nuanças de expressão.
Faz um uso mais largo do leque de vozes, gerando até o nascimento de tipos específicos, como o baixo bufo, que veio a se tornar um personagem fixo e central. A maior parte de suas árias são rápidas e com linhas melódicas com muitos saltos. Os gêneros correlatos da opéra-comique francesa, da ballad opera inglesa, da zarzuela espanhola e do singspiel alemão se diferenciam pelo uso do diálogo falado em vez do recitativo secco.